# يسوع ابن الإنسان
يسوع ابن الإنسان كتاب لجبران خليل جبران صدر عام 1928 باللغة الإنجليزية في نيويورك، وتمت ترجمته إلى العربية في عام 1962.
يؤول فيه جبران حياة يسوع وتعاليمه، على ضوء آرائه الصوفية، وهو يرسم صورة يسوع من خلال ما يقوله عنه سبعة وسبعون شخصاً عرفوا يسوع ومعظمهم ورد ذكرهم في الإنجيل، وهو يمثلون الفئات البشرية المختلفة، وقد ابتدع جبران في كتابه منهجاً جديداً في تحليل شخصية يسوع التي أضفى عليها صفة الفرح والمحبة والقوة والصلابة، والثورة والتمرد، والصبر والعمل، وذلك في أسلوب غني بالصفاء والسلاسة والفكر والمجنح ويختم الكتاب بمقارنة بين سوء فهم الناس للمسيح وتعاليمه، وصورة يسوع كما رسمها جبران المؤمن بالتصوف، فمسيح جبران ليس إلها كما يعتقد المسيحيون، بل إنسان حر جبار متمرد على التقاليد الدينية والاجتماعية، يعشق الفرح ويحمل إلى الناس رسالة الغفران والمحبة.
يصور جبران يسوع الناصريّ في هذا الكتاب كما يراه هو من خلال مشاعره وخياله وليس كما يصوره الإنجيل, أي أنه يتصور شخص أخر تماما. يسوع جبران مولود لأب وأم في الناصرة وو ليس في بيت لحم من العذراء مريم, فيروي الأحذاث كما يراها هو فيحذف ويضيف كما يشاء ولهذ فالكتاب ليس بأي حال من الأحوال مرجعا تاريخيا أو سرد لحقائق وأحذاث وانما رؤية فنان بالدرجة الأولى أثر فيه فرسمه كما يراه في مخيلته. كما عرف عن جبران مشاعرة الرومانسية.
بالنسبة لجبران خليل جبران، كانت إعادة سرد قصة يسوع طموحًا طوال حياته. لقد عرفها منذ الطفولة، عندما كان فتى فقيرًا في الشرق الأوسط، تعلمه كاهن يقرأ الكتاب المقدس معه. الآن، في نضجه - وكاتب ناجح في الولايات المتحدة - أراد أن يروي القصة كما لم يروها أحد من قبل. مع "يسوع ابن الإنسان"، فعل ذلك بالضبط. بجانب متى ومرقس ولوقا ويوحنا، يوجد هنا "الإنجيل بحسب جبران". نهج جبران هو السماح للقارئ برؤية يسوع من خلال عيون مجموعة كبيرة ومتباينة من الناس. ستكون بعض هذه الشخصيات مألوفة: نسمع من بطرس ؛ مريم والدته ؛ لوقا. بيلاطس البنطي وتوما ومريم المجدلية. لكن العديد من الشخصيات الأخرى جديدة، ابتكرها جبران، بما في ذلك إسكافي القدس، وراعي يوناني قديم - وأم يهوذا. تقول لنا: "كان ابني رجلاً صالحًا ومستقيمًا". "لقد كان حنونًا معي ولطيفًا، وكان يحب أقاربه وأبناء وطنه". ما يربط هؤلاء الناس هو حقيقة أن لديهم جميعًا رأيًا في يسوع ؛ على الرغم من عدم وجود رأيين متشابهين. يقول كاهن شاب: "كان الجليلي ساحرًا ومخادعًا". ولكن بعد ذلك تعرضت له امرأة متورطة بالزنا بطريقة مختلفة. "عندما لم يحكم عليّ يسوع، أصبحت امرأة بلا ذاكرة ملوثة، وكنت حرًا ولم يعد رأسي منحنيًا". مع كل صوت جديد، يتم استكشاف جانب مختلف من شخصية يسوع ؛ ورد فعل مختلف اسمه. والمنطق واضح في عدم ثقته: «هوذا رجلاً فوضويًا بخالف كل أمر ؛ متسول يعارض كل الممتلكات. لكن بالنسبة لجبران نفسه، الذي جعلته جذوره اللبنانية قريبًا من الجليل، فإن يسوع يستحق أكثر ؛ وما زال موجودًا: "لكن يا سيد، يا قلب السماء، فارس حلمنا الأكثر إنصافًا، ما زلت تسير على هذا النحو. لا قوس ولا رماح تبتعد عن خطواتك. أنت تمشي من خلال كل سهامنا. تبتسم علينا، وعلى الرغم من أنك أصغرنا جميعًا، فأنت أبونا جميعًا. شاعر، مغني، قلب عظيم! بارك الله في اسمك.